# Mosteiro de São Dinis
O Mosteiro de São Dinis de Odivelas, Mosteiro de São Dinis e São Bernardo, Mosteiro de Odivelas ou Instituto de Odivelas, está localizado no largo de D. Dinis, na freguesia e no Município de Odivelas, em Portugal.
Tendo sido fundado em finais do século XIII, este importante conjunto de arquitetura religiosa está classificado, desde 1910, como Monumento Nacional.

## Historial
A primeira pedra do mosteiro, da Ordem de Cister foi lançada pelo rei D. Dinis em 27 de fevereiro de 1295. Reza a lenda que D. Dinis tomou esta iniciativa como forma de pagamento de uma promessa feita a São Luís, quando, numa caçada no Alentejo, foi surpreendido por um urso. Perante a aparição do santo, o rei recobrou forças e conseguiu neutralizar o enorme animal.
A escolha do local para D. Dinis cumprir a sua promessa incidiu numa propriedade do Rei no termo de Lisboa, Odivelas, onde se situava a “Quinta das Flores”. Esta zona gozava de ótimos recursos naturais, nomeadamente: solos férteis, um curso de água, e ainda uma morfologia que formava um abrigo natural para as culturas. O mosteiro destinava-se a receber uma comunidade feminina cisterciense, e a escolha do local pretendia assegurar a subsistência das monjas e garantir o recato das mesmas, sendo criados campos de cultivo junto ao mosteiro. 
Por vontade de D. Dinis, o mosteiro era sujeito à fiscalização dos abades de Alcobaça, que o visitavam regularmente.

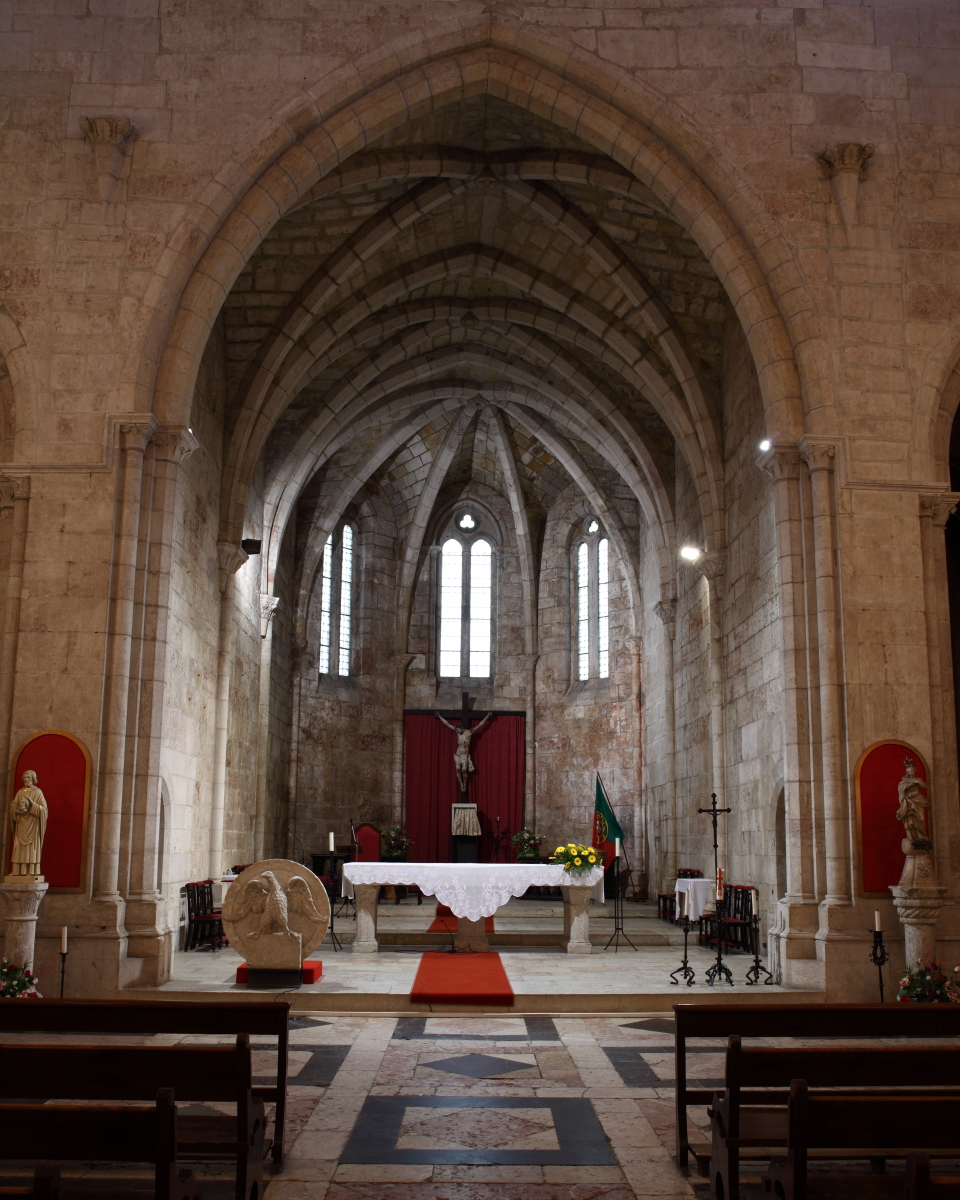
Capela-mor (estilo gótico)

A construção primitiva, em estilo gótico, iniciou-se em 1295 e teve como arquitetos os mestres Antão Martins e Afonso Martins ; recebeu, no século XVII, a intervenção de Frei João Turriano, monge beneditino, engenheiro-mor do reino. Devido aos danos causados pelo terramoto de 1755, da construção gótica inicial restam apenas alguns troços dos claustros e a cabeceira da igreja – com o seu portal lateral sul –, constituída pela abside e capelas laterais, com abóbadas de nervuras chanfradas. O mosteiro reflete a diversidade estilística das sucessivas intervenções a que foi submetido, apresentando, a par dos elementos tipicamente góticos da edificação inicial, outros de características manuelinas, barrocas e neoclássicas.
Em 1325 morre D. Dinis e, conforme sua vontade, é sepultado no mosteiro que representa talvez a obra arquitetónica mais emblemática do seu reinado.
Em 1669, o Mosteiro recebe a visita de Cosme III de Médici.
Entre 1900 e 2015 funcionou no mosteiro o Instituto de Odivelas.
Em Janeiro de 2019 o Exército cedeu o mosteiro ao Município de Odivelas. O acordo de cedência tem um prazo de 50 anos e implica um investimento previsto, por parte do Município de Odivelas, de cerca de 16 milhões de euros em obras de requalificação, bem como o pagamento de uma renda mensal de 23 mil euros.
Em 2017, foi iniciada uma intervenção de conservação e restauro do túmulo de Dom Dinis. Em outubro de 2022 foi retirada do túmulo a sua espada para ser restaurada mas também estudada. Feita de ferro, punho de prata e aplicação de esmalte, era uma espada de aparato, uma vez que está cheia de decoração e tem um peso muito grande na parte do punho.
Em 2024, arrancaram as obras da residência universitária do Mosteiro de Odivelas, que será residência universitária do ISCTE – Instituto Superior de Lisboa e Vale do Tejo, a cedência de utilização do espaço por parte da Câmara de Odivelas ao ISCTE tem uma duração de 50 anos. 

## Edifício

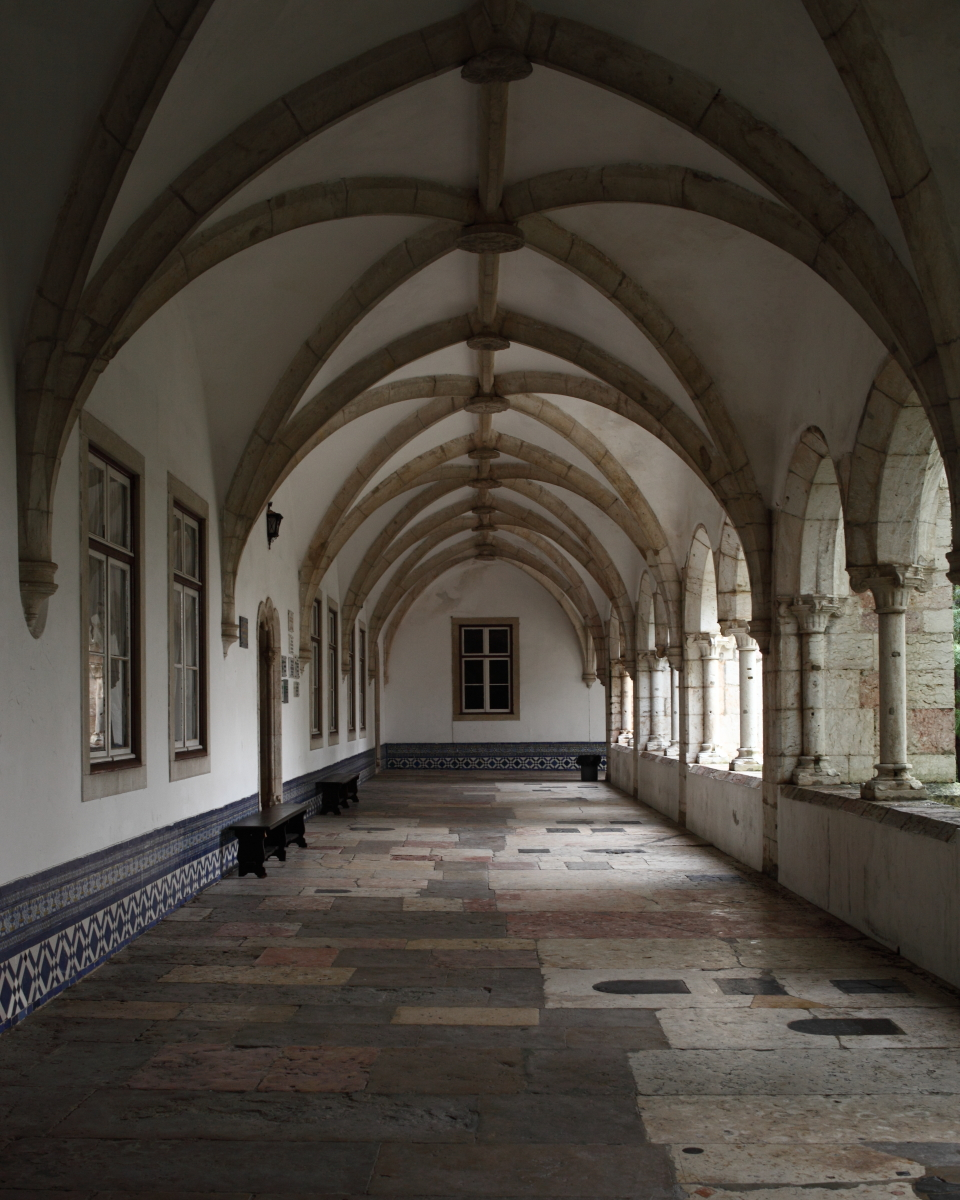
Claustro Novo (séc. XVI)

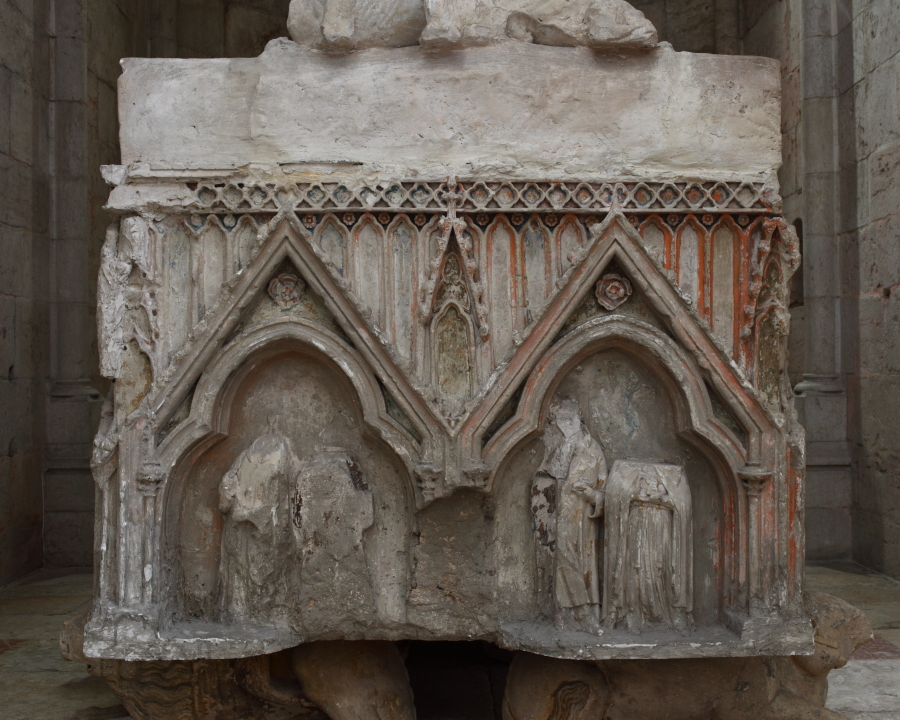
Túmulo de D. Dinis (pormenor)

Localizado intencionalmente no coração do recinto odivelense, o Mosteiro de São Dinis (vulgarmente chamado de São Bernardo) está implantado sobre uma antiga pedreira, num terreno em ligeiro declive, enquadrado entre os montes de Nossa Senhora da Luz a Sul, Tojais a Nascente, e S. Dinis a Poente. A igreja é um edifício retangular, constituído por duas torres flanqueadas que se decompõem em três naves.
O edifício apresenta uma planta retangular irregular, composta por dois claustros quadrangulares, dos quais algumas alas se prolongam para Norte e para Nascente, a primeira com dois braços adossados, de nave simples formada pela cabeceira, capela-mor e absidíolos, todos eles poligonais e por sacristia adossada à fachada lateral direita de volumes articulados e escalonados, com coberturas diferenciadas em telhados de duas (naves), três (sacristia) e cinco (cabeceira) águas.
A cabeceira da igreja é marcada por quatro corpos facetados, tendo, nos ângulos, contrafortes; alguns dos panos são rasgados por arcos apontados, sustentados por colunas, mas de dimensões distintas. Sobre a cabeceira, dois óculos rasgam a parede por cima do arco triunfal.
Na capela absidial do lado do Evangelho localiza-se o túmulo D. Dinis, da 1ª metade do século XIV, importante monumento da tumulária medieval portuguesa (muito danificado pelo terramoto de 1755 e pelas invasões francesas; o jacente, reconstituído no século XIX, não respeita a traça original). Na outra capela, do lado da Epístola, encontra-se o túmulo (vazio) de D. Maria Afonso, filha do rei D. Dinis. Destaquem-se ainda a antiga cozinha e o refeitório, bem como os claustros originais, quinhentistas – Claustro da Moura, de dois andares, e Claustro Novo, decorado com azulejos do século XVII. 
O mosteiro foi palco do Auto da Cananea, de Gil Vicente, encomendado pela abadessa D. Violante Cabral, irmã de Pedro Álvares Cabral, para ali ser representado. Uma das ocupantes mais famosas do mosteiro foi a Madre Paula, freira que fora amante do rei D. João V de Portugal.
Objeto de diversas ocupações, o Mosteiro de Odivelas foi, desde o início do século XX, um colégio feminino para filhas de militares, o Instituto de Odivelas (1902-2015), encontrando-se, durante este período, sob a responsabilidade do Ministério da Defesa.